# مستر فوجي
مستر فوجي أو السيد فوجي (بالإنجليزية: Mr. Fuji)‏، واسمه الحقيقي: هاري فوجيوارا (بالإنجليزية: Harry Fujiwara)‏‏ (4 مايو 1935 - 28 أغسطس 2016)، هو مصارع أمريكي سابق، ولقب «اسم الجرس» على المصارع الياباني، وشارك في بطولة المصارعة العالمية الترفيهية، وخلال فترة الستينات إلى السبعينات (1964-1971)، كان مصارعاً جديداً ظهر على الحلبة في هاواي ببطولة المصارعة الحرة NWA، وقدم المصارع يوكوزونا.
أطلقت الكثير من الأسماء على مستر فوجي، ومن بينها العنيف والبدني ومدير الأبطال. هناك القليل من الأسماء المقترنة بالنجاح في عالم الترفيه الترفيه الرياضي، ومستر فوجي واحداً من تلك الأسماء. خلال الفترة التي قضاها داخل الحلبة، جعل مستر فوجي من نفسه واحداً من عظماء مخالفي القواعد في WWE. كان يعرف بإخفاء أكياس الملح معه، فقد جعل منه ذلك معروفاً بأنه أخطر بكثير عند استخدام ذلك السلاح السحري.
إلى جانب زميله البروفيسور تورو تاناكا، كان مستر فوجي بطلاً للعالم في الزوجي ثلاث مرات، حيث سيطر مع تاناكا على قسم الثنائي في بداية السبعينيات. في إحدى المناسبات، احتفظ فوجي وتاناكا بالألقاب لقرابة العام، وخلال فترتهما الثانية كأبطال، حملا الذهب لأكثر من ستة أشهر. بعد انتهاء شراكته مع تاناكا، شكل مستر فوجي شراكة مع مستر سايتو وفازا ببطولة العالم للثنائي مرتين.
كان مستر فوجي يعتبر واحداً من أقوى المنافسين طوال مسيرته داخل الحلبة، وعندما تحول إلى تدريب مصارعين آخرين، شوهدت قوته في أولئك الذين مثلهم.
تولى إدارة فوجي نفسه ثلاثة من أعظم مدراء WWE خلال مسيرته – ذا جراند ويزارد وفريدي بلاسي وكابتن لو ألبانو – لكنه مع ذلك ترك بصمته الخاصة في WWE. بعد الانتقال من العمل داخل الحلبة إلى خارجها، بدأ مسيرته الإدارية مع جورج ستيل. كان لدى الخصان مثلاً مختلفة، لكن فوجي انتقل لتولي إدارة أعمال مصارع آخر.
كان دون موراكو مصارعه التالي وكان ذلك بمثابة السحر بالنسبة لمستر فوجي، حيث انطلقت شعبية هاذان الرجلان كالصاروخ. قدم فوجي وموراكو عروضاً ناجحة وحاولا اقتحام عالم نجومية هوليوود. أدار مستر فوجي لفترة وجيزة كل من كامالا، وسيكا، وكيلر خان.
كان نجاحه كمصارع في الزوجي وراء عودته الكاملة إلى الإدارة في فرق الزوجي. كانت أولى محاولاته مع مواركو وكاوبوي بوب أورتن اللذان تشاركا معاً في ريسلمانيا 3 ولكنهما خسرا. سيطر فوجي بعد ذلك على عقود ديموليشن. في ريسلمانيا 4 فاز آكس وسماش على سترايك فورس ليفوزا ببطولة العالم للزوجي.
حمل ديموليشن اللقب لفترة قياسية بلغت 478 يوماً قبل الخسارة أمام برين بسترز. بدت مخالفة القواعد امراً مناسباً لمستر فوجي كمدير، ولا أحد يمكنه نسيان الفوز المذهل في ريسلمانيا 5 في أتلانتيك سيتي.
بعد ذلك بفترة ليست طويلة، تولى فوجي إدارة أورينت اكسبريس وذا بيرسيركر قبل أن يحقق أكبر نجاحاته، حرفياً ومجازياً، مع يوكوزونا. قاد يوكوزونا للفوز في رويال رامبل عام 1993 ليضمن مواجهة يوكوزونا مع بريت هارت في ريسلمانيا 9 على بطولة WWE. تدخل مستر فوجي في نزال ريسلمانيا 9 بإلقاء الملح في عيني هارت، مما ترك المجال ليوكوزونا للفوز ببطولة WWE. بعد ذلك بلحظات، قام مستر فوجي المبتهج، والذي يضمر في ذهنه أعواماً من الثأر، بتحدي هالك هوجان بوقاحة لدخول الحلبة ومنازلة يوكوزونا. نادى هوجان باسم «البطن الأصفر» وهو ما رد عليه هوجان بالفوز باللقب. قاد فوجي لاحقاً يوكوزونا للقب آخر بالإضافة إلى بطولة العالم للزوجي مع أوين هارت.
بدأ مستر فوجي يبتعد عن الأضواء تدريجياً واعتزل الحلبة، لكنه قبل ذلك ظهر في ريسلمانيا 12 لمرافقة يوكوزونا إلى الحلبة. بعد ذلك بعقد من الزمن، في عشية ريسلمانيا 23، قام موراكو بتكريم مستر فوجي وإدخاله قاعة مشاهير WWE.
ستتذكر مختلف الأجيال من الجماهير مسيرة مستر فوجي لمختلف الأسباب، ومن البصمات التي لا تمحى من الذاكرة بالنسبة لمستر فوجي سواء كمصارع أو كمدير، أنه واحد من أنجح المصارعين الذين شهدتهم حلبة WWE في تاريخها.

## وصلات خارجية
- مستر فوجي على موقع دبليو دبليو إي (الإنجليزية)
- مستر فوجي على موقع WrestlingData.com (الإنجليزية)
- مستر فوجي على موقع CageMatch worker (الإنجليزية)
- مستر فوجي على موقع قاعدة بيانات المصارعة على الإنترنت (الإنجليزية)
- مستر فوجي على موقع عالم المصارعة على الإنترنت (الإنجليزية)
- مستر فوجي على موقع عالم المصارعة على الإنترنت (الإنجليزية)

- مستر فوجي على موقع IMDb (الإنجليزية)
- مستر فوجي على موقع قاعدة بيانات الفيلم (الإنجليزية)
- WWE Hall of Fame Profile of Mr. Fuji